# Henrietta H. Fore
Henrietta Holsman Fore (Chicago, 12 settembre 1948) è una funzionaria statunitense, direttore esecutivo dell'UNICEF dal 1º gennaio 2018 al 31 gennaio 2022.

## Biografia
Dal 2001 al 2005 è stata direttrice della United States Mint, la zecca degli Stati Uniti.